# Imperio (telenovela)
Imperio (en portugués: Império) es una telenovela brasileña producida y emitida por TV Globo desde el 21 de julio de 2014 hasta el 13 de marzo de 2015 con un total de 203 capítulos emitidos originalmente.
Escrita por Aguinaldo Silva, con la colaboración de Márcia Prates, Nelson Nadotti, Rodrigo Ribeiro, Maurício Gyboski, Renata Dias Gomes, Zé Dassilva, Megg Santos y Brunno Pires, dirigida por Cláudio Boeckel, Luciana Oliveira, Roberta Richard, Tande Bressane y Davi Lacerda, con la dirección general de Rogério Gomes, Pedro Vasconcelos y André Felipe Binder sobre núcleo de Rogério Gomes.
Protagonizada por Alexandre Nero, la primera actriz Lília Cabral y Leandra Leal, con las participaciones antagónicas de Drica Moraes, Marjorie Estiano, Carmo Dalla Vecchia, Adriana Birolli, Maria Ribeiro, Ana Carolina Dias, Joaquim Lopes, Andreia Horta, Nanda Costa, Caio Blat y Othon Bastos. Coprotagonizada por Rafael Cardoso, Daniel Rocha y Marina Ruy Barbosa. Cuenta con las actuaciones estelares de los primeros actores José Mayer, Paulo Betti, Zezé Polessa y Elizângela, además de las participaciones especiales de Regina Duarte y Reginaldo Faria, en los primeros capítulos de la telenovela.
Imperio fue ganadora en los Premios Emmy Internacional a Mejor Telenovela en 2015. Actualmente la novela está siendo retransmitida por la Rede Globo a las 21 horas.

## Trama
La historia se divide en dos fases: en la primera el protagonista José Alfredo se convierte en contrabandista, al ser separado de su gran amor por la manipuladora Cora. Desilusionado, entra en el mundo del contrabando de piedras preciosas y construye un imperio junto a aristócrata María Marta. En la segunda parte, José Alfredo es un millonario que ve a su imperio amenazado por la llegada de Cristina, su hija ilegítima, y la lucha de su mujer e hijos por el patrimonio familiar.

### Primera fase
A mediados de los años 1980, el joven José Alfredo de Medeiros (Chay Suede) migra desde el noreste (Recife) hasta el sureste de Brasil (Río de Janeiro) para quedarse con su hermano mayor, Evaldo (Thiago Martins). Allí vive una pasión prohibida con su propia cuñada, Eliane (Vanessa Giácomo). Pero los dos son impedidos de huir debido a las intrigas de la envidiosa Cora (Marjorie Estiano), la hermana de su gran amor. Desilusionado y sin saber que Eliane puede esperar un hijo suyo, José Alfredo decide irse solo, pero durante el viaje conoce Sebastián Ferreira (Reginaldo Faria), un contrabandista de diamantes, y se convierte en su guardaespaldas. Sebastian muere en una emboscada, y José Alfredo fracasa en protegerlo. Sin embargo Ferreira le deja su dinero y su negocio de diamantes. José Alfredo se convierte en contrabadista y hace negocios con la misteriosa María Joaquina Braga (Regina Duarte), que tiene su sede en Suiza y le ayuda a construir su fortuna. En sus viajes conoce a María Marta de Mendonça y Alburquerque (Adriana Birolli), una aristócrata arruinada y ambiciosa que se convierte en su cómplice. José Alfredo termina casándose con ella, con quien tiene tres hijos, y junto a ella construye su imperio, sin olvidar a su primer amor. Eliane que, a su vez, se queda viuda, cría sus hijos con mucha lucha, bajo la mirada de la moralista y oportunista Cora.

### Segunda fase
Veinte años se pasan, el Comendador José Alfredo (Alexandre Nero) es un hombre rico y poderoso, pero ve su imperio amenazado por una lucha por el poder dentro de su propia familia. Su relación armoniosa con María Marta (Lília Cabral) da paso a una gran enemistad, cuando ella trata de poner a su primogénito, José Pedro (Caio Blat), por delante de la empresa familiar. El Comendador, que ahora tiene una relación extramarital con la joven Isis (Marina Ruy Barbosa), favorece la hija del medio, María Clara (Andréia Horta), y ambos restan de menos al más joven, João Lucas (Daniel Rocha). Eliane (Malu Galli) está por vivir sus últimos días con un cáncer terminal, mientras que Cora (Drica Moraes) tiene previsto utilizar a su sobrina, Cristina (Leandra Leal), José Alfredo se siente amenazado por su hijo José pedro que en varias ocasiones lo intenta matar
En un primer momento, el comendador rechaza la supuesta hija, quien además de la indiferencia de José Alfredo, tiene que hacer frente a la oposición de María Marta. Sin embargo, con el tiempo, Cristina es elegida para gestionar la empresa familiar, y reclama una prueba de paternidad bajo presión de su tía. En este momento, el talismán de la suerte del millonario, un diamante rosa, es robado, y Cora propone rescatarlo a cambio de una noche de amor con el antiguo amor de su hermana. Curiosamente, a punto de hacer realidad su sueño, Cora (una vez más interpretada por Marjorie Estiano) aparece joven a José Alfredo, provocando un nuevo misterio en la trama. Para obtener la piedra, ella asesina a su cómplice y desde allí sigue dejando un rastro de sangre en su camino. A continuación, José Alfredo, que se siente amenazado por la policía, simula su propia muerte, lo que crea una gran rivalidad entre sus herederos.
Mientras él permanece a una distancia, para ver cómo los hijos logran lidiar con las dificultades en la empresa, María Marta se enfrenta a la presión del misterioso Mauricio (Carmo Dalla Vecchia), que se dice hijo de Sebastián Ferreira, y Cristina hace todo para salvar a la compañía. En ese rato, João Lucas se convierte en padre, María Clara se niega a apoyar a su hermana, mientras se engancha con el novio de ella, Vicente (Rafael Cardoso), y José Pedro se divorcia de su esposa Danielle (Maria Ribeiro) y busca un breve acercamiento a la Cora rejuvenecida, en intercambio de robar el diamante rosa a sus hermanos, pero, ella sigue obsesionada por José Alfredo y amenaza a su secreto.
María Marta se une a la villana para tratar de confirmar la farsa de José Alfredo, pero el protagonista busca mantenerse a la sombra, con el apoyo de Cristina. Cuando por fin se haya comprobado la falsa muerte, Cora muestra al Comendador un secreto del primer matrimonio de su esposa, antes de hacer un gran sacrificio por el protagonista, por lo cual José Alfredo descubre la existencia de un enemigo oculto, detrás de sus rivales visibles, que cuenta con el diamante rosa y la fortuna robada de la familia en su poder.

## Reparto

### Primera Fase
- Chay Suede como José Alfredo Medeiros.
- Vanessa Giácomo como Eliane Medeiros dos Anjos Bastos.
- Adriana Birolli como María Marta de Mendoza y Albuquerque.
- Marjorie Estiano como Cora dos Anjos Bastos.
- Thiago Martins como Evaldo Medeiros.
- Regina Duarte como Maria Joaquina Braga.
- Alejandro Claveaux como Josué.
- Reginaldo Faria como Sebastián Ferreira.
- Ed Oliveira como Bigode.
- Romis Ferreira como Renato Silviano dos Santos Muniz (Silviano).
- Júlia Svacinna como Cristina Medeiros dos Anjos Bastos.
- João Victor Salles como Elivaldo Medeiros dos Anjos Bastos.

### Segunda Fase
- Alexandre Nero como José Alfredo Medeiros (Zé Alfredo / Comendador).
- Lília Cabral como María Marta Medeiros de Mendoza y Albuquerque.
- Leandra Leal como Cristina Medeiros dos Anjos.
- Drica Moraes como Cora dos Anjos Bastos #1.
- Marjorie Estiano como Cora dos Anjos Bastos #2.
- Caio Blat como José Pedro Medeiros de Mendoza y Albuquerque / Fabrício Melgaço.
- Andreia Horta como María Clara Medeiros de Mendoza y Albuquerque.
- Rafael Cardoso como Vicente Ferreira da Silva.
- Adriana Birolli como Amanda de Mendoza y Albuquerque.
- Daniel Rocha como João Lucas Medeiros de Mendoza y Albuquerque.
- Malu Galli como Eliane Medeiros dos Anjos Bastos.
- Carmo Dalla Vecchia como Mauricio Ferreira / Renato Silviano dos Santos Jr. (Renatito).
- Marina Ruy Barbosa como María Isis Ferreira da Costa.
- Nanda Costa como Johanna Concepción.
- Othon Bastos como Silviano / Renato dos Santos Muniz.
- José Mayer como Cláudio Bolgari Nascimento.
- Paulo Betti como Teodoro "Téo" Pereira.
- Zezé Polessa como Magnólia Ferreira da Costa.
- Ailton Graça como Adalberto "Xana Summer" da Silva.
- Klebber Toledo como Leonardo de Souza.
- Josie Pessoa como Eduarda "Du" Botticelli Medeiros de Mendoza y Albuquerque.
- Dani Barros como Lorraine.
- Maria Ribeiro como Danielle Falcao Medeiros de Mendoza y Albuquerque.
- Tato Gabus Mendes como Severo Ferreira da Costa.
- Joaquim Lopes como Enrico Bolgari Nascimento.
- Elizângela como Jurema dos Santos.
- Letícia Birkheuer como Érika von Furstemberg.
- Laura Cardoso como Jesuína Ferreira.
- Flávio Galvão como Reginaldo dos Santos.
- Cris Vianna como Juliana "Juju Popular" Matos.
- Paulo Rocha como Orville Neto.
- Rafael Losso como Elivaldo dos Anjos Bastos Medeiros.
- Jackson Antunes como Manoel.
- Paulo Vilhena como Domingo Salvador.
- Suzy Rêgo como Beatriz Bolgari Nascimento.
- Roberto Bonfim como Antônio "Antoninho" Batista.
- Roberto Pirillo como Merival Porto.
- Júlia Fajardo como Helena Abrantes.
- Rômulo Neto como Roberto "Roberton" Ferreira da Costa.
- Erom Cordeiro como Fernando Vergara.
- Lidi Lisboa como Kelly.
- Viviane Araújo como Sebastiana "Naná" Alves.
- Ana Carolina Dias como Carmen Godinho.
- Luca de Castro como Jonás Podansky.
- Roberto Birindelli como Josué.
- Lucci Ferreira como Antonio.
- Juliana Boller como Bianca Bolgari Nascimento.
- Jonas Torres como Ismael.
- Karen Junqueira como Fernanda.
- Julio Machado como Jairo dos Santos.
- Ravel Andrade como Otoniel dos Santos.
- Adriano Alves como Victor Medeiros Concepción.
- Hugo Esteves como Patrício.
- Kiria Malheiros como Bruna Falcão.
- Nicollas Paixão como Orville Júnior.
- Júlia Belmont como Stephany.
- Elaine Mickely como Xênia.
- Joe Ribeiro como Marcão.
- Laercio Fonseca como Felipe.
- Raphael Viana como Arnoldo

## Doblaje al español (Elenco principal)
| Actor/Actriz        | Actor/Actriz de Doblaje    |                 |
| ------------------- | -------------------------- | --------------- |
| Alexandre Nero      | Raúl Anaya                 |                 |
| Lília Cabral        | Maru Guzmán                |                 |
| Drica Moraes        | Gaby Willer                |                 |
| Leandra Leal        | Analiz Sánchez             |                 |
| Marjorie Estiano    | Mireya Mendoza Gaby Willer |                 |
| Rafael Cardoso      | Rodrigo Carralero          |                 |
| Caio Blat           | Arturo Cataño              |                 |
| Andreia Horta       | Gioconda Garrido           |                 |
| Daniel Rocha        | Javier Olguín              |                 |
| Malu Galli          | Diana Pérez                |                 |
| Carmo Dalla Vecchia | Arturo Mercado Jr.         |                 |
| Marina Ruy Barbosa  | Annie Rojas                |                 |
| Nanda Costa         | Lupita Leal                |                 |
| Reginaldo Faria     | Jorge Roig                 |                 |
| Regina Duarte       | Yolanda Vidal              |                 |
| José Mayer          | Gerardo Reyero             |                 |
| Paulo Betti         | Roberto Mendiola           |                 |
| Zezé Polessa        | Mónica Villaseñor          |                 |
| Ailton Graça        | Alfonso Ramírez            |                 |
| Elizângela          | Magda Giner                |                 |
| Roberto Birindelli  | José Luis Miranda          |                 |
| Flávio Galvão       | Víctor Covarrubias         | Adriana Birolli |

## Audiencia
El primer capítulo de la producción, aunque fue aclamado por la crítica, registró 32 puntos (picos de 36) y obtuvo 34 en Río de Janeiro, que representa la peor audiencia de la historia para un primer capítulo de novela de las nueve, hecho acreditado a bajos niveles de audiencia de su predecesora, Em Família. En el mismo tiempo, SBT obtuvo 7,4 puntos y Rede Record, 5,8.
En su segundo capítulo, el folletín anotó 35 puntos promedio, con picos de 38 y 58% de share, tres más que el debut. Fue una de las novelas con el más rápido crecimiento de público desde el primer al segundo capítulo en los últimos años. En su último capítulo registró 47 puntos.

## Repercusión
El novato Chay Suede y la actriz Marjorie Estiano fueron los aspectos más destacados de los primeros capítulos. Sus personajes impactaron las redes sociales y la actriz fue el gran destaque entre la crítica especializada, comparada a villanas memorables de la televisión brasileña, como Carminha de Avenida Brasil y Nazaré de Señora del Destino.
Algunas actuaciones fueron reportadas como destaques, sobre todo el protagonista, Alexandre Nero, pero también Marjorie Estiano, Lília Cabral, Drica Moraes, Leandra Leal, Caio Blat, José Mayer, Zezé Polessa y Tato Gabus, entre otros.